# Berezina

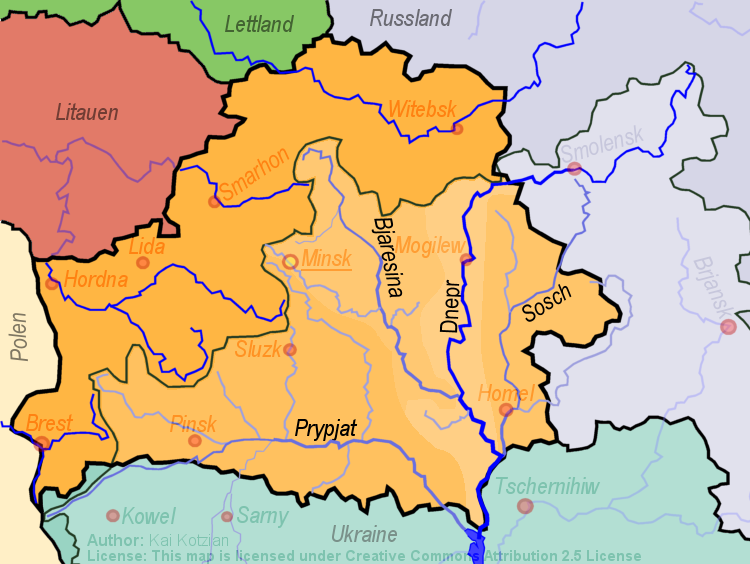
Karta med Berezina i centrum

Berezina (ryska: Березина), alternativt Bjarezina (vitryska: Бярэзіна) är en 613 kilometer lång flod i Belarus. Den är ett högerbiflöde till Dnepr som mynnar i Svarta havet.
Berezina är segelbar på en sträcka av 367 kilometer. Genom ett kanalsystem med tolv slussar står Berezina i förbindelse med Daugava. Kanalen har dock främst använts som flottningsled.
På 1400- och 1500-talet räknades floden som en naturlig gräns mellan Litauen och Ryssland.
Flera slag har inträffat vid och döpts efter floden. Bland annat ett slag år 1812 i samband med Napoleonkrigen som räknas som en nationell tragedi i Frankrike, och Berezina är idag en synonym för katastrof. Frankrike förlorade omkring 50 000 soldater vid reträtten från Ryssland. Även Karl XII gick över floden i samband med stora nordiska kriget.